# Švařec (národní přírodní památka)
Švařec je národní přírodní památka v katastrálním území obcí Koroužné a Švařec v okrese Žďár nad Sázavou v nadmořské výšce 382–468 metrů. Oblast spravuje AOPK ČR, RP Správa CHKO Žďárské vrchy.
Důvodem ochrany jsou společenstva suchých trávníků s jalovci a vstavačovitými, zejména kriticky ohrožený švihlík krutiklas (Spiranthes spiralis) a vstavač kukačka (Anacamptis morio) a vzácné a ohrožené druhy živočichů, zvláště populace modráska černoskvrnného (Phengaris arion) včetně jejich biotopů (vyhl. č. 322/2011 Sb.).

## Fotogalerie

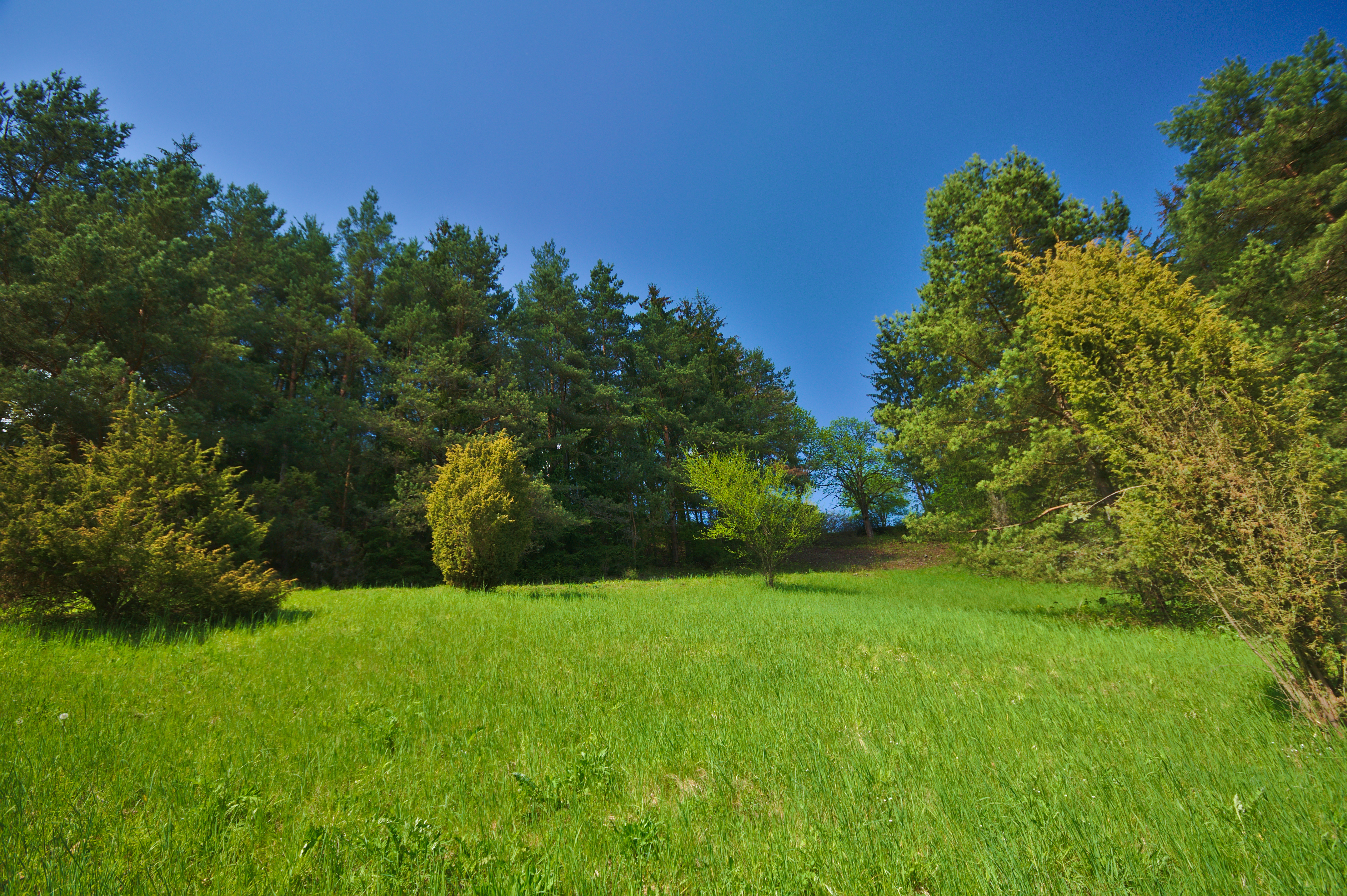
Jalovce
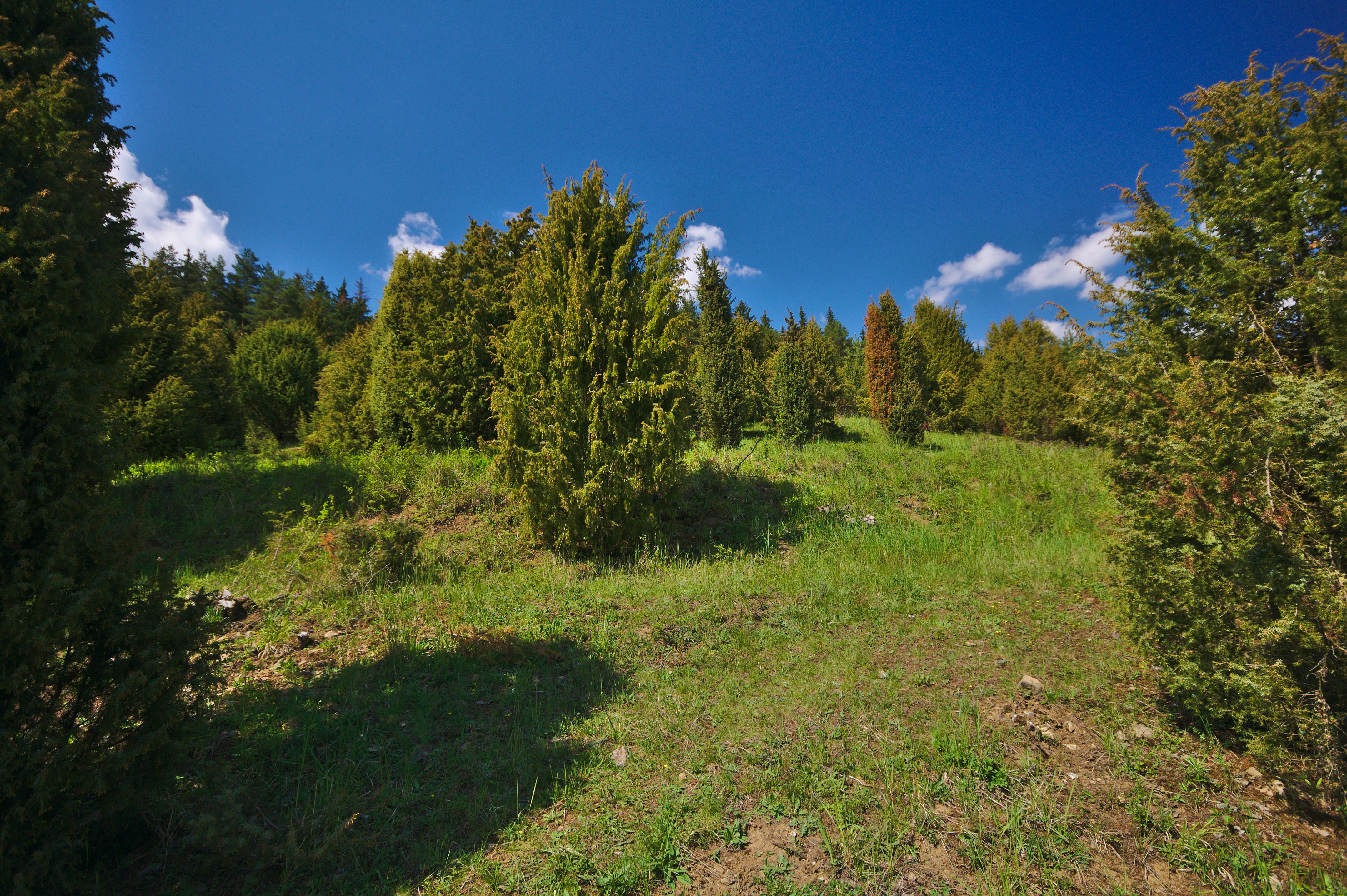
Jalovce
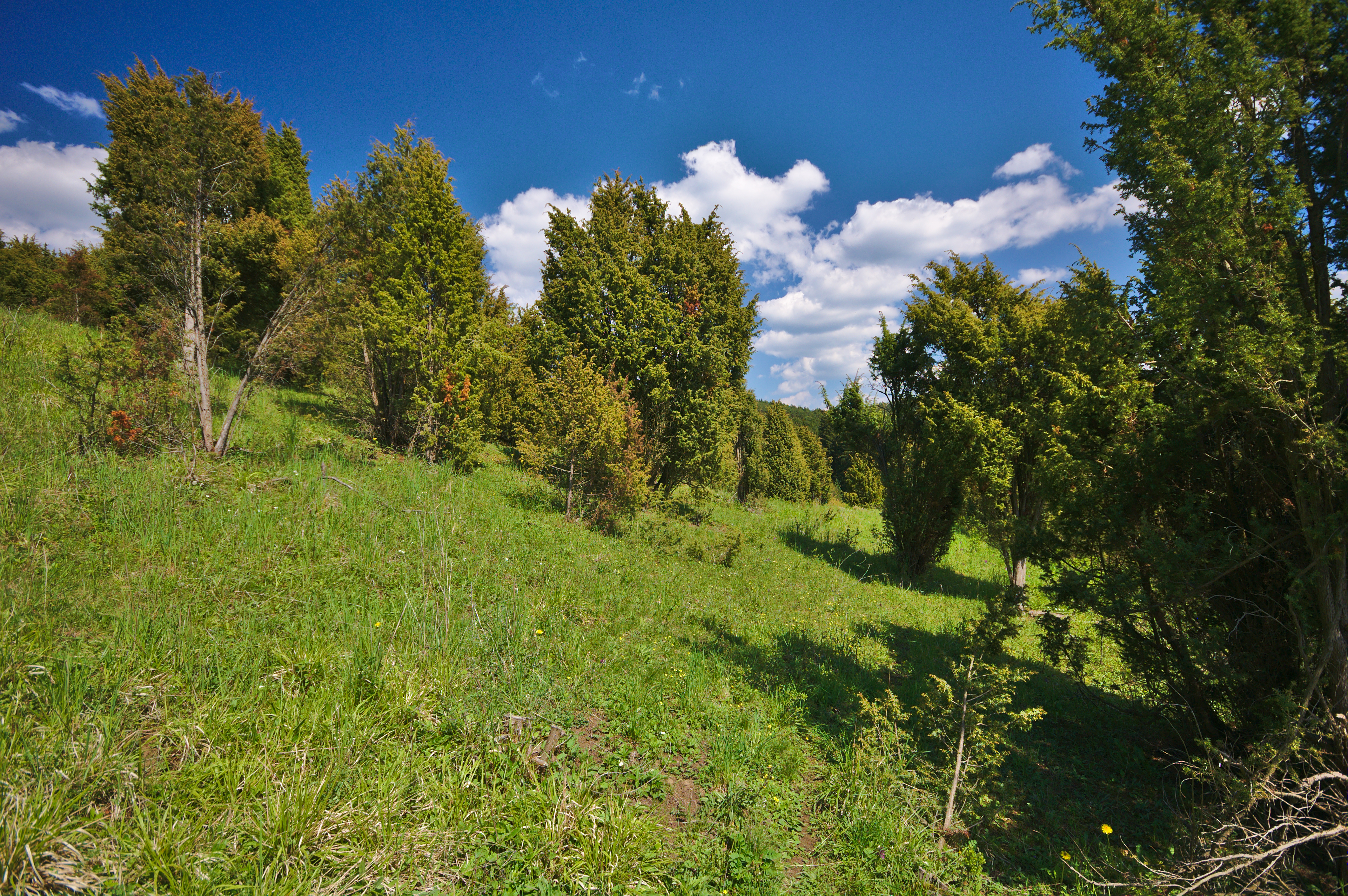
Jalovce
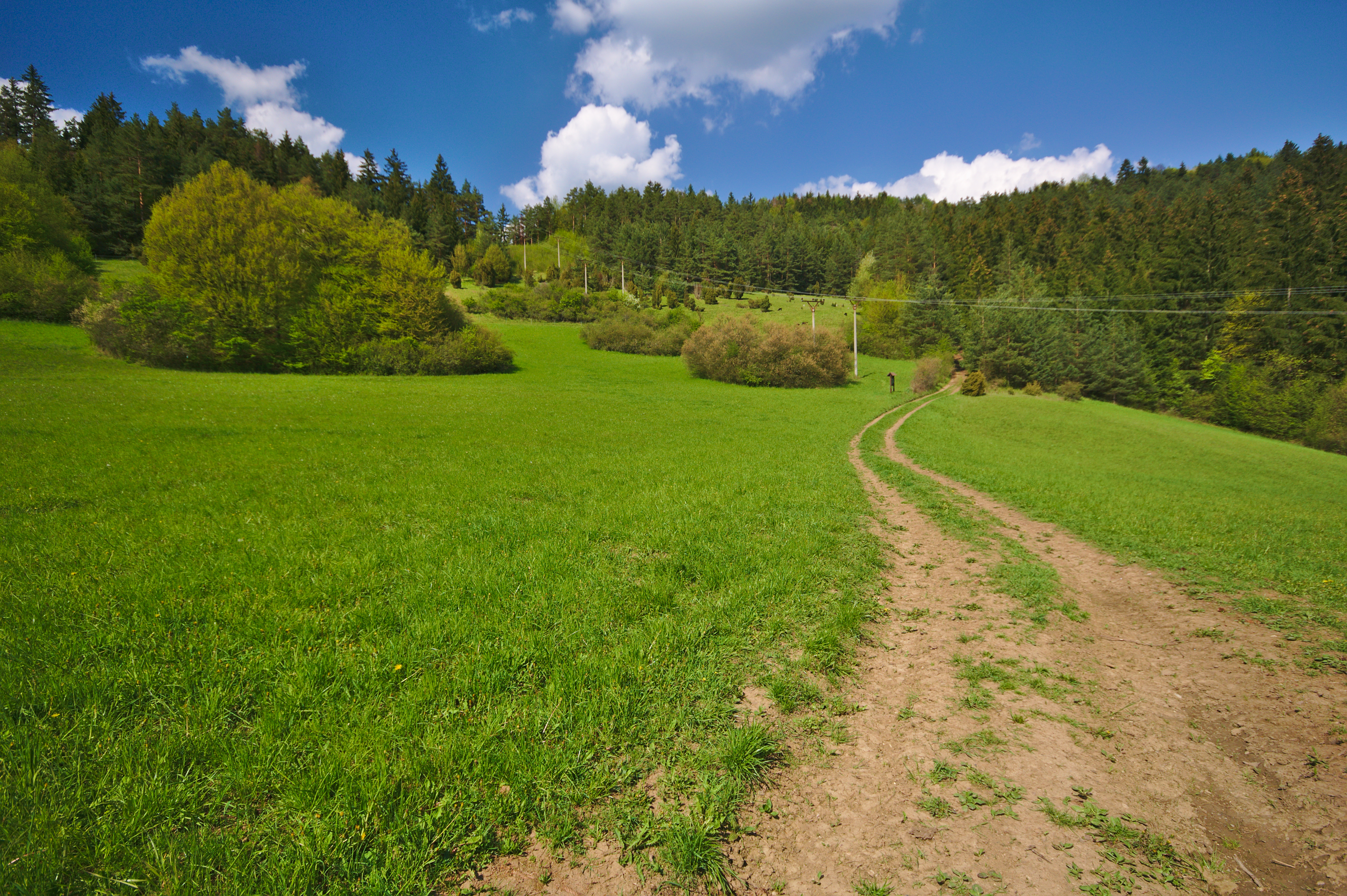
Cesta ve východní části NPP
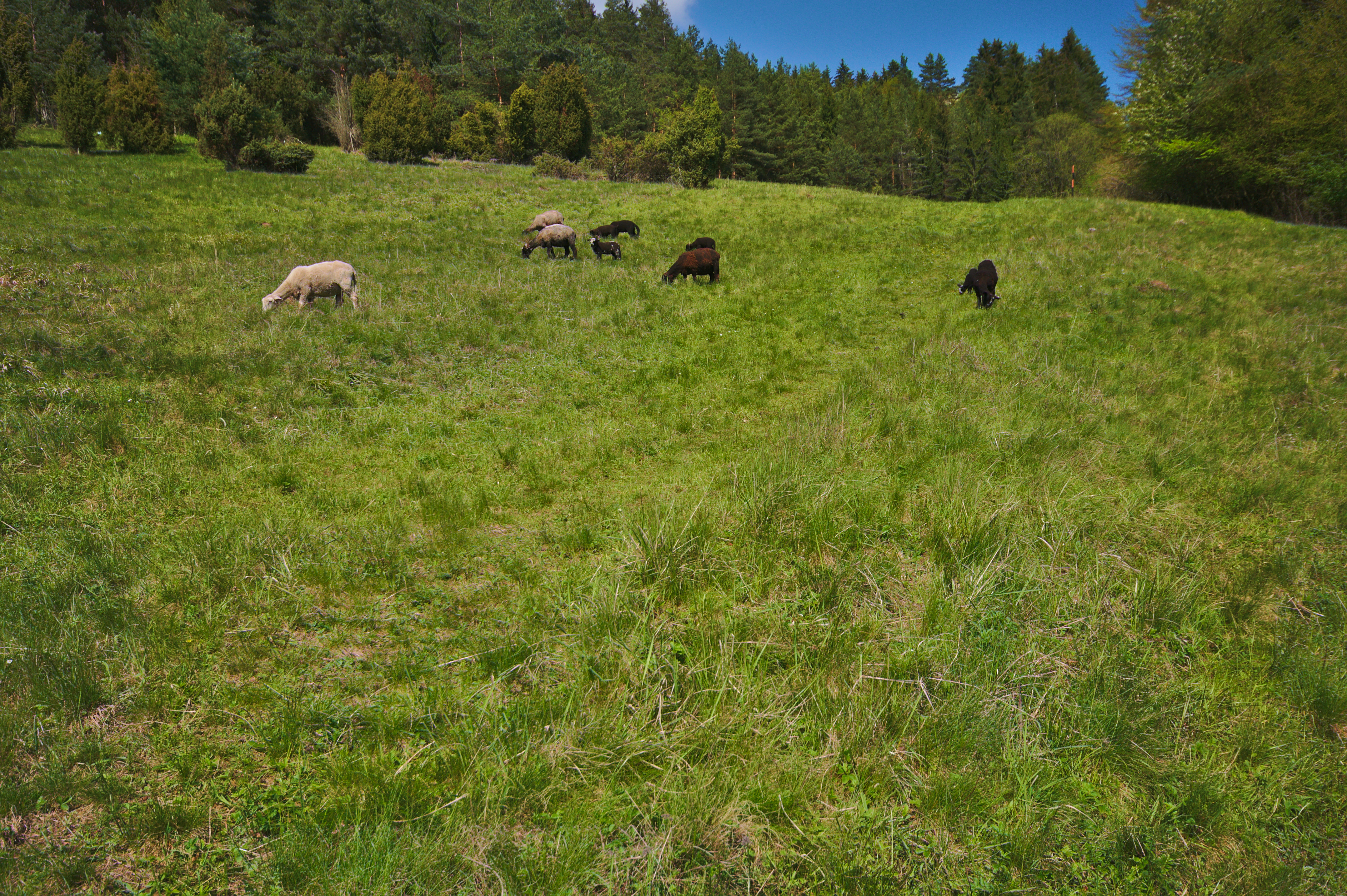
Ovce spásající traviny
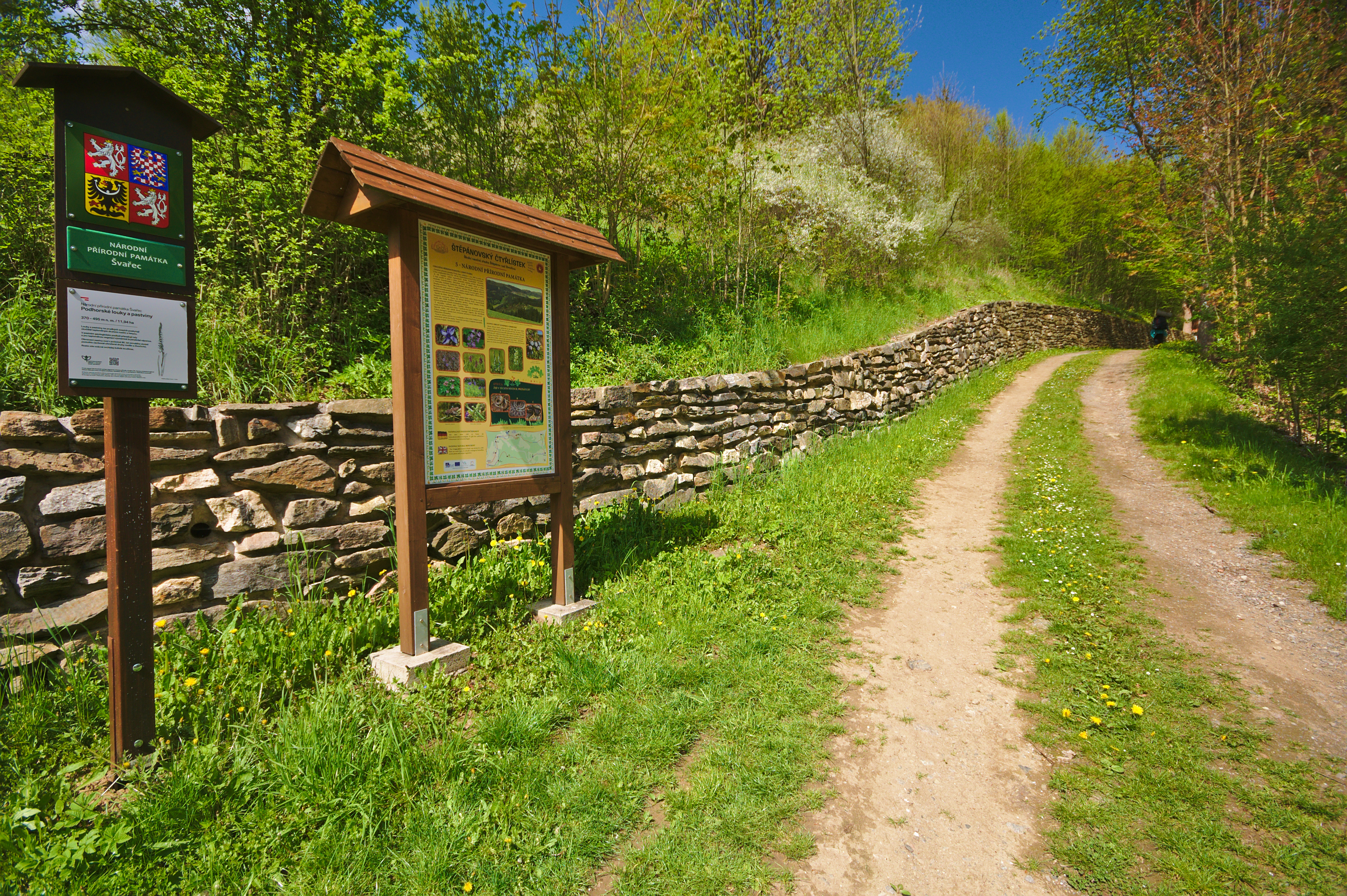
Infotabule u cesty ke kapli Nejsvětější Trojice